# Cape Jervis (landtong)
Cape Jervis is een landtong in het meest westelijke deel van het Fleurieu-schiereiland aan de oostkust van de Gulf St Vincent in Zuid-Australië, ongeveer 0,7 kilometer ten westen van de gelijknamige plaats, Cape Jervis. Het is het oostelijke uiteinde van de opening naar Gulf St Vincent. Voor de kust ligt het Kangaroo Island.
Cape Jervis vormt de grens tussen de mariene ecoregio Westelijk Straat Bass in het oosten en mariene ecoregio Zuid-Australische Golven in het westen.